# 快樂經濟學
快樂經濟學（Happiness economics），是一門探討快樂與經濟關係的新興研究領域，由理查·萊亞德所開創，綜合了心理學、經濟學、哲學、社會學、神經科學與社會政策，認為影響快樂的七種重要因素分別為
1. 個人價值觀
2. 個人自由
3. 健康
4. 朋友和社群
5. 工作
6. 家庭關係
7. 財務狀況

更進一步認為，花太多時間與別人比較是使我們不快樂的主要原因。

## 相關參考資料
- 博客來書籍館